# RFC Tilleur
Der Royal Tilleur Football Club, häufig als RFC Tilleur abgekürzt, war ein belgischer Fußballverein aus der Gemeinde Saint-Nicolas, der bis 1995 bestand. Insgesamt spielte der Klub 21 Spielzeiten erst- und 37 Spielzeiten zweitklassig. Zwischenzeitlich gründete sich ein neuer Verein gleichen Namens.

## Geschichte
Der Verein gründete sich um 1900 und wurde 1904 erstmals vom belgischen Fußballverband gelistet, dessen Mitglied er 1905 offiziell wurde. Ab 1909 trat der Klub im regulären Spielbetrieb des Verbandes an und spielte fortan in der 2. Division. Am Ende der Spielzeit 1919/20 wurde der Klub zwar Zweitligameister, in jenem Jahr aber der Aufstieg ausgesetzt. Erst nach der erneuten Zweitligameisterschaft 1925 spielte der KLub in der Spielzeit 1925/26 in der 1. Division, stieg aber als abgeschlagenes Schlusslicht direkt wieder ab. In den folgenden Jahren vornehmlich Zweitligist endeten die Stippvisiten in der Spielzeit 1928/29 respektive 1933/34 in der ersten Liga jeweils mit dem direkten Wiederabstieg. Erst nach dem erneuten Aufstieg 1941 hielt sich der Klub in der höchsten Spielklasse, die wegen des Zweiten Weltkriegs zwischen 1944 und 1945 pausierte. In der ersten Nachkriegsspielzeit 1945/46 belegte die Mannschaft gemeinsam mit RCS Brugge einen Abstiegsplatz, stieg aber 1948 wieder auf. Bis zum erneuten Abstieg 1959 blieb der Klub über eine Dekade Erstligist, 1964 bis 1967 gehörte er ebenfalls der belgischen Eliteserie an. 1976 stieg der Verein erstmals in die Drittklassigkeit ab, 1983 folgte der Absturz in die Viertklassigkeit. 1995 schloss sich der Klub mit dem RFC Lüttich zusammen, bis 2000 trat der Verein unter dem Namen RFC Tilleur Lüttich an.
2002 gründete sich der Football Club Tilleur-Saint-Nicolas, der sich bereits im folgenden Jahr mit dem Royal Cercle Sportif Saint-Gilles zum Royal Football Club Tilleur-Saint-Gilles zusammenschloss. 2014 fusionierte der Verein mit dem Royal Football Club Cité Sport Grâce Hollogne, nach der Fusion wurde der Name Royal Football Club Tilleur reaktiviert und übernommen.